# Corallus cookii
Corallus cookii är en ormart som beskrevs av Gray 1842. Corallus cookii ingår i släktet trädboaormar, och familjen Boidae. Inga underarter finns listade i Catalogue of Life.
Arten förekommer endemisk på Saint Vincent i Västindien.